# Giorgio Girol
Giorgio Girol (San Michele al Tagliamento, 8 gennaio 1947 – Fossalta di Portogruaro, 8 aprile 2006) è stato un calciatore italiano, di ruolo attaccante.

## Carriera
Debutta in Serie C con il Como nel 1965; l'anno successivo passa al Catania, con cui disputa tre campionati di Serie B per un totale di 68 presenze e 14 reti, debuttando tra i cadetti nella stagione 1966-1967.
Nel 1969-1970 è al Catanzaro, dove gioca altre 16 gare segnando 1 gol in Serie B.
Negli anni seguenti calca i campi della Serie C con le maglie di Brindisi, Seregno, Bolzano e Pro Vercelli.

## Palmarès

### Club

#### Competizioni nazionali
- Serie C: 1

Brindisi: 1971-1972